# Argostemma longistipula
Argostemma longistipula är en måreväxtart som beskrevs av Henry Nicholas Ridley. Argostemma longistipula ingår i släktet Argostemma och familjen måreväxter. Inga underarter finns listade i Catalogue of Life.